# Why Wait
"Why Wait" (en español ¿Por qué esperar?) es una canción de la cantante mexicana Belinda, perteneciente a la banda sonora de la película The Cheetah Girls 2. 

## Información

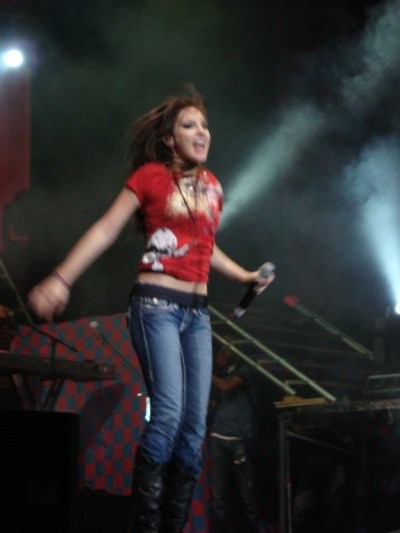
Belinda, intérprete de la canción.

La canción fue escrita por Matthew Gerrard y Robbie Nevil, y producida por el primero. Apareció por primera vez en la banda sonora The Cheetah Girls 2 Soundtrack de la película en el 2006. Posteriormente apareció en el disco Utopía 2 de Belinda para ser lanzado en Estados Unidos y Europa.

## Video
El tema aparece en la película, en la que la cantante del momento de España, Marisol (interpretada por Belinda), canta y baila el hit en el club nocturno al que asistieron las Cheetah Girls. Fue dirigido por Kenny Ortega, director de la película.